# 雨の慕情
「雨の慕情」（あめのぼじょう）は、1980年4月25日に発売された八代亜紀の30枚目のシングル。

## 解説
シングルの総売上は「なみだ恋」に続き八代のシングルでは第2位を記録した。TBS系列『ザ・ベストテン』では唯一の登場曲となった。1980年の『第31回NHK紅白歌合戦』の大トリで表題曲を歌唱した。

## 音楽性
前年発表した「舟唄」が男心を歌にしていることに対し、同じく作詞をした阿久悠が女心を歌にしたものとされる。
阿久悠/浜圭介コンビによる、「舟唄」「港町絶唱」と合わせて哀憐三部作とされた。阿久によると、「舟唄」「雨の慕情」と徐々に評判を高めていき、最終的に「港町絶唱」で日本レコード大賞を狙うつもりであったようである。だが、結果的には「雨の慕情」が予想以上のヒットとなり、同賞のほか多くの音楽賞を受賞することとなった。
阿久は、当初「雨々ふれふれ」というタイトルを考えていた。しかしこのタイトルを聞いた本作のプロデューサー・小西良太郎が、阿久に「雨の慕情」への変更を助言したことでタイトルが正式に決まった。
それまでの日本の歌謡曲では、「雨」に関する名曲は切ないメロディが多かったとされる。「雨の慕情」では、楽しく雨乞いをするような歌詞、切なさもありながら明るいメロディは画期的だった。一部マスコミからは、「日本人が楽しそうに雨に関する歌を歌うのは、『あめふり』以来」とも言われている。
浜は、阿久が書き上げた歌詞を受け取った際、「これは雨の歌だけと湿っぽい演歌ではない」と感じ、曲作りを始めた。「私のいい人つれて来い」の部分をどこか前向きなイメージを持ったことから、サビの明るいメロディが浮かんだ。「演歌のコブシを付けると暗くなりやすいため、リズムは16分音符を使って軽やかに、フォークっぽい分かりやすいメロディで作った」とのこと。また物憂げなイントロは、編曲した竜崎孝路の「ヨーロッパの匂いを出したい」との考えにより、フランス製のガットギターの演奏で完成させた。
サビのところからリズムが入る際の、手のひらを天に向ける振付は、八代自身の考案。他の八代の歌の場合と同様、自然に出てきたものだと本人は言う。本作が当時の様々な歌番組で披露されると、上記の振付けが子どもたちにもウケてマネされたこともあり、世代を超えるヒットに繋がった。
偶然ではあるが、本作が発売された1980年は夏場に雨が続き、同年の5～8月までの月間降水量は全て前年比100％を超えている（詳しい降水量は右のリンクを参照）。気象予報士の森田正光によると、当時働いていた気象協会では、この現象を「八代効果」と呼んでいた。このため記録的な冷夏となっており（詳しい気温は右のリンクを参照）、この曲と冷夏とが重なる形で印象づけられることになった。

## メディアでの使用
1983年にサンリツ電気からリリースされたアーケードゲーム『四人打ち麻雀・ジャントツ』ではBGMにこの楽曲をアレンジした演奏が採用された（このゲームのゲームセンター向け広告チラシやポスターにも八代が起用されている）。
中部日本放送（CBCテレビ）制作・TBS系の「昼の連続ドラマ」枠で1983年3月21日から同年7月15日まで放送されたテレビドラマ『雨の慕情』（加賀まりこ主演）の主題歌に使用された。
ヴィダルサスーンやBOSSのCM等でも使用されている。
ドラマ『北の国から』第8話では、同曲を歌い出す登場人物（吉岡秀隆演じる黒板純）が最終的に歌詞の一部（あめあめふれふれ）が同じである童謡『あめふり』を歌ってしまうシーンが描かれている。

## 収録曲
- 両楽曲共に、作詞：阿久悠／作曲：浜圭介／編曲：竜崎孝路

1. 雨の慕情（3分28秒）
2. 男と女・酒と歌（3分41秒）

## 価格
- 発売当時の値段は600円

## カバー
- テレサ・テン（1980年7月1日発売、アルバム『演歌のメッセージ』に収録）
- 瀬川瑛子（1989年7月21日発売、アルバム『心に泌みる想い出の歌』に収録）
- 奥村チヨ（1995年3月24日発売、アルバム『奥村チヨ伝説』に収録）
- 谷本知美（2002年10月17日発売、アルバム『知美の流行歌14〜ビビッてたまるか〜』に収録）
- 永井龍雲（2009年発売、アルバム『歌鬼2〜阿久悠 vs. フォーク〜』に収録）
- 山内惠介（2013年12月4日発売、アルバム『時代を超えた同歳』に収録）
- 池田瑛紗（2022年6月20日放送、日本テレビ「新・ 乃木坂スター誕生!」）
- 雨宮天  (2025年6月18日発売、アルバム『COVERS III -Sora Amamiya favorite songs-』に収録）